# Ален (Саскачеван)
Ален (енгл. Allan) је урбано насеље са статусом варошице у централном делу канадске провинције Саскачеван. Насеље се налази на око 60 км југоисточно д највећег градског центра у провинцији града Саскатуна.
Први становници населили су се у варошици 1903, а већ наредне године насеље је добило и службени статус (и то села). Садашњи статус Ален има од 1965. године.

## Демографија
Према резултатима пописа становништва из 2011. у варошици је живело 648 становника у укупно 286 домаћинстава, што је за 2,7% више у односу на 631 житеља колико је регистровано 
приликом пописа 2006. године.
| 2006. | 2011. |
| ----- | ----- |
| 631   | 648   |